# 台湾异叶苣苔
台湾异叶苣苔（学名：Whytockia sasakii）为苦苣苔科异叶苣苔属下的一个种。

## 扩展阅读
維基物種上的相關：台湾异叶苣苔